# Clathrina conifera
Clathrina conifera är en svampdjursart som beskrevs av Klautau och Borojevic 200. Clathrina conifera ingår i släktet Clathrina och familjen Clathrinidae.
Artens utbredningsområde är havet utanför Brasilien. Inga underarter finns listade i Catalogue of Life.